# Olympische Sommerspiele 1976/Leichtathletik – 4 × 400 m (Frauen)

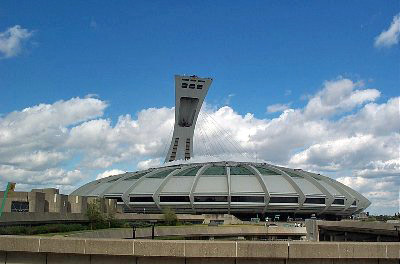
Das Olympiastadion in Montreal

Die 4-mal-400-Meter-Staffel der Frauen bei den Olympischen Spielen 1976 in Montreal wurde am 30. und 31. Juli 1976 im Olympiastadion Montreal ausgetragen. In elf Staffeln nahmen 44 Athletinnen teil.
Olympiasieger wurde die Staffel der DDR (Doris Maletzki, Brigitte Rohde, Ellen Streidt, Christina Brehmer), die im Finale mit 3:19,23 min einen neuen Weltrekord erzielte.
Die Silbermedaille ging an die USA (Debra Sapenter, Sheila Ingram, Pamela Jiles, Rosalyn Bryant).
Bronze errang die Sowjetunion in der Besetzung Inta Kļimoviča, Ljudmila Aksjonowa, Natalja Sokolowa und Nadeschda Iljina.
Das Team der Bundesrepublik Deutschland qualifizierte sich für das Finale und belegte dort Rang fünf.

Staffeln aus der Schweiz, Österreich und Liechtenstein nahmen nicht teil.

## Rekorde

### Bestehende Rekorde
| Weltrekord         | 3:22,95 min | DDR (Dagmar Käsling, Rita Kühne, Helga Seidler, Monika Zehrt) | Finale OS München, BR Deutschland | 10. September 1972 |
| Olympischer Rekord | 3:22,95 min | DDR (Dagmar Käsling, Rita Kühne, Helga Seidler, Monika Zehrt) | Finale OS München, BR Deutschland | 10. September 1972 |

### Rekordverbesserung
Im Finale am 31. Juli verbesserte das Team des Olympiasiegers DDR in der Besetzung Doris Maletzki, Brigitte Rohde, Ellen Streidt und Christina Brehmer den bestehenden olympischen Rekord, gleichzeitig Weltrekord, um 3,72 s auf 3:19,23 min. Damit unterbot die DDR als erste Staffel die Zeit von 3:20 min.

## Durchführung des Wettbewerbs
Die Staffeln absolvierten am 30. Juli zwei Vorläufe, in denen sich die jeweils drei besten – hellblau unterlegt – sowie die nachfolgend zwei zeitschnellsten Teams – hellgrün unterlegt – für das Finale am 31. Juli qualifizierten.

## Zeitplan
30. Juli, 15.40 Uhr: Vorläufe

31. Juli, 19.00 Uhr: Finale
Anmerkung:
Alle Zeiten sind in Ortszeit Montreal (UTC−5) angegeben.

## Vorrunde
Datum: 30. Juli 1976, ab 15.40 Uhr

### Vorlauf 1
| Platz | Staffel        | Besetzung                                                           | Zeit        |
| ----- | -------------- | ------------------------------------------------------------------- | ----------- |
| 1     | Sowjetunion    | Inta Kļimoviča Ljudmila Aksjonowa Natalja Sokolowa Nadeschda Iljina | 3:24,54 min |
| 2     | USA            | Debra Sapenter Sheila Ingram Pamela Jiles Rosalyn Bryant            | 3:25,15 min |
| 3     | Finnland       | Pirjo Häggman Marika Lindholm Mona-Lisa Pursiainen Riitta Salin     | 3:26,30 min |
| 4     | BR Deutschland | Claudia Steger Rita Wilden Dagmar Fuhrmann Elke Barth               | 3:26,31 min |
| DSQ   | Jamaika        | Helen Blake Carol Cummings Jacqueline Pusey Ruth Williams-Simpson   |             |

### Vorlauf 2
| Platz | Staffel        | Besetzung                                                          | Zeit        |
| ----- | -------------- | ------------------------------------------------------------------ | ----------- |
| 1     | DDR            | Doris Maletzki Brigitte Rohde Ellen Streidt Christina Brehmer      | 3:23,38 min |
| 2     | Australien     | Judy Canty Verna Burnard Bethanie Nail Charlene Rendina            | 3:25,98 min |
| 3     | Großbritannien | Liz Barnes Gladys Taylor Verona Elder Donna Murray                 | 3:27,09 min |
| 4     | Kanada         | Margaret Stride Joyce Yakubowich Rachelle Campbell Yvonne Saunders | 3:28,81 min |
| 5     | Bulgarien      | Jordanka Iwanowa Swetla Slatewa Iwanka Bonowa Liljana Tomowa       | 3:31,08 min |
| 6     | Belgien        | Lea Alaerts Regine Berg Anne-Marie Van Nuffel Rita Thijs           | 3:32,87 min |

## Finale
Datum: 31. Juli 1976, 19:00 Uhr
| Platz | Staffel        | Besetzung                                                           | Zeit        | Anmerkung |
| ----- | -------------- | ------------------------------------------------------------------- | ----------- | --------- |
| 1     | DDR            | Doris Maletzki Brigitte Rohde Ellen Streidt Christina Brehmer       | 3:19,23 min | WR        |
| 2     | USA            | Debra Sapenter Sheila Ingram Pamela Jiles Rosalyn Bryant            | 3:22,81 min |           |
| 3     | Sowjetunion    | Inta Kļimoviča Ljudmila Aksjonowa Natalja Sokolowa Nadeschda Iljina | 3:24,24 min |           |
| 4     | Australien     | Judy Canty Verna Burnard Charlene Rendina Bethanie Nail             | 3:25,56 min |           |
| 5     | BR Deutschland | Claudia Steger Dagmar Fuhrmann Elke Barth Rita Wilden               | 3:25,71 min |           |
| 6     | Finnland       | Marika Lindholm Pirjo Häggman Mona-Lisa Pursiainen Riitta Salin     | 3:25,87 min |           |
| 7     | Großbritannien | Liz Barnes Gladys Taylor Verona Elder Donna Murray                  | 3:28,01 min |           |
| 8     | Kanada         | Margaret Stride Joyce Yakubowich Rachelle Campbell Yvonne Saunders  | 3:28,91 min |           |

Topfavorit war das Team der DDR, das als Olympiasieger von 1972 und Weltrekordhalter angereist war. Einziger halbwegs ernstzunehmender Konkurrent im Rennen um Gold waren die US-Amerikanerinnen, die mit Rosalyn Bryant, Sheila Ingram und Debra Sapenter als einzige Nation alle drei Starterinnen in das Einzelfinale über 400 Meter hatten bringen können. Dahinter boten sich die Vizeeuropameisterinnen von 1974 aus Finnland, die UdSSR, Polen und Australien als Anwärter auf weitere vordere Platzierungen an.
Im Finale wurde die DDR-Staffel, die mit den Silber- und Bronzemedaillengewinnerinnen aus dem 400-Meter-Einzelwettbewerb angetreten war, ihrer Favoritenrolle voll gerecht. Mit einem Vorsprung von mehr als dreieinhalb Sekunden erreichten die Läuferinnen das Ziel und blieben dabei als erstes Team der Welt überhaupt unter der Marke von 3:20 Minuten. Die US-Amerikanerinnen waren zwar deutlich abgeschlagen, unterboten jedoch ebenfalls noch die vorher bestehende Weltrekordzeit und gewannen die Silbermedaille vor der Staffel aus der UdSSR. Die Plätze vier bis sechs belegten Australien, die BR Deutschland und Finnland.

## Videolinks
- 1988 Olympic Women's 4x400 Relay - World Record, American Record, youtube.com, abgerufen am 21. Oktober 2021
- 1976 Olympics Women's 4×400 metres relay. World Record.mp4, youtube.com, abgerufen am 20. Dezember 2017